# یک روش خطرناک
یک روش خطرناک (به انگلیسی: A Dangerous Method) فیلمی در ژانر درام تاریخی محصول سال ۲۰۱۱ به کارگردانی دیوید کراننبرگ و با حضور بازیگرانی همچون کیرا نایتلی، ویگو مورتنسن، مایکل فاسبندر و ونسان کسل است. فیلمنامه توسط کریستوفر همپتون از نمایش‌نامه سال ۲۰۰۲ او به نام درمان سخنگو اقتباس شده است.

## داستان فیلم
در سال ۱۹۰۴ کارل یونگ (با بازی مایکل فاسبندر) با یک بیمار روسی مبتلا به هیستری به نام سابینا اسپیلرین (با بازی کیرا نایتلی) آشنا می‌شود که از لحاظ روانی دچار مشکلات فراوانی است. سابینا در رفتار و حرکاتش تعادلی ندارد و حرکت‌های مداوم بدن و نگاه‌های نگرانش حاکی از آن است که وی از لحاظ ذهنی به شدت آشفته است.
یونگ با استفاده از روش «گفتار درمانی» سعی می‌کند تا ذهن پریشان سابینا را آرام کند تا زمینه را برای بازگو کردن اتفاقاتی که منجر به ایجاد مشکلات در ذهن او شده را باز کند. پس از مدتی تلاش، یونگ سرانجام موفق می‌شود تا با استفاده از روش گفتار درمانی، به گذشته تکان دهنده سابینا پی ببرد. سابینا در گذشته توسط پدرش مورد آزار و اذیت قرار گرفته بود و به همین جهت اکنون تعادل عصبی ندارد. این مسئله باعث می‌شود تا یونگ سراغ استاد علم روانشناسی یعنی زیگموند فروید (با بازی ویگو مورتنسن) را بگیرد و از او دربارهٔ نظریه اش مبنی بر رابطه بین مشکلات جنسی و آشفتگی ذهنی اطلاعات کسب کند. اما این کسب اطلاعات در ادامه تبدیل به اختلاف نظر بین این دو می‌شود.